# 苏埃
苏埃（法語：Souhey，法語發音：[su.ɛ]）是法国科多尔省的一个市镇，属于蒙巴尔区。

## 地理
苏埃（47°29'6"N, 4°25'7"E）面积2.77 平方千米，位于法国勃艮第-弗朗什-孔泰大區科多尔省，该省份为法国中东部省份，北起奥布省，西接涅夫勒省和约讷省，南至索恩-卢瓦尔省，东南接汝拉省，东临上索恩省，东北部与上马恩省接壤。
与苏埃接壤的市镇（或旧市镇、城区）包括：普耶奈、瑞伊、马尼城、圣厄夫罗纳。

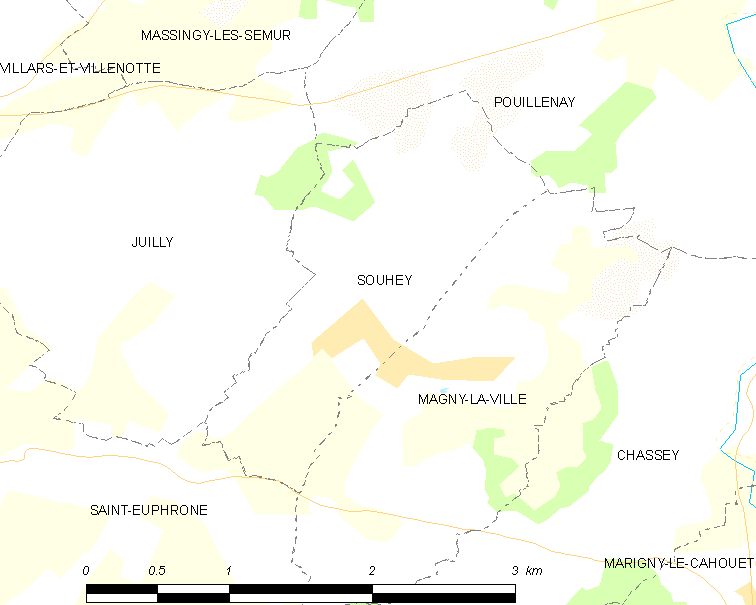
苏埃的OSM定位图

苏埃的时区为UTC+01:00、UTC+02:00（夏令时）。

## 行政
苏埃的邮政编码为21140，INSEE市镇编码为21612。

## 政治
苏埃所属的省级选区为欧苏瓦地区瑟米尔县。

## 人口

1962-2008年间苏埃人口变化图示

苏埃于2022年1月1日时的人口数量为83人。